# Шенхав, Хая

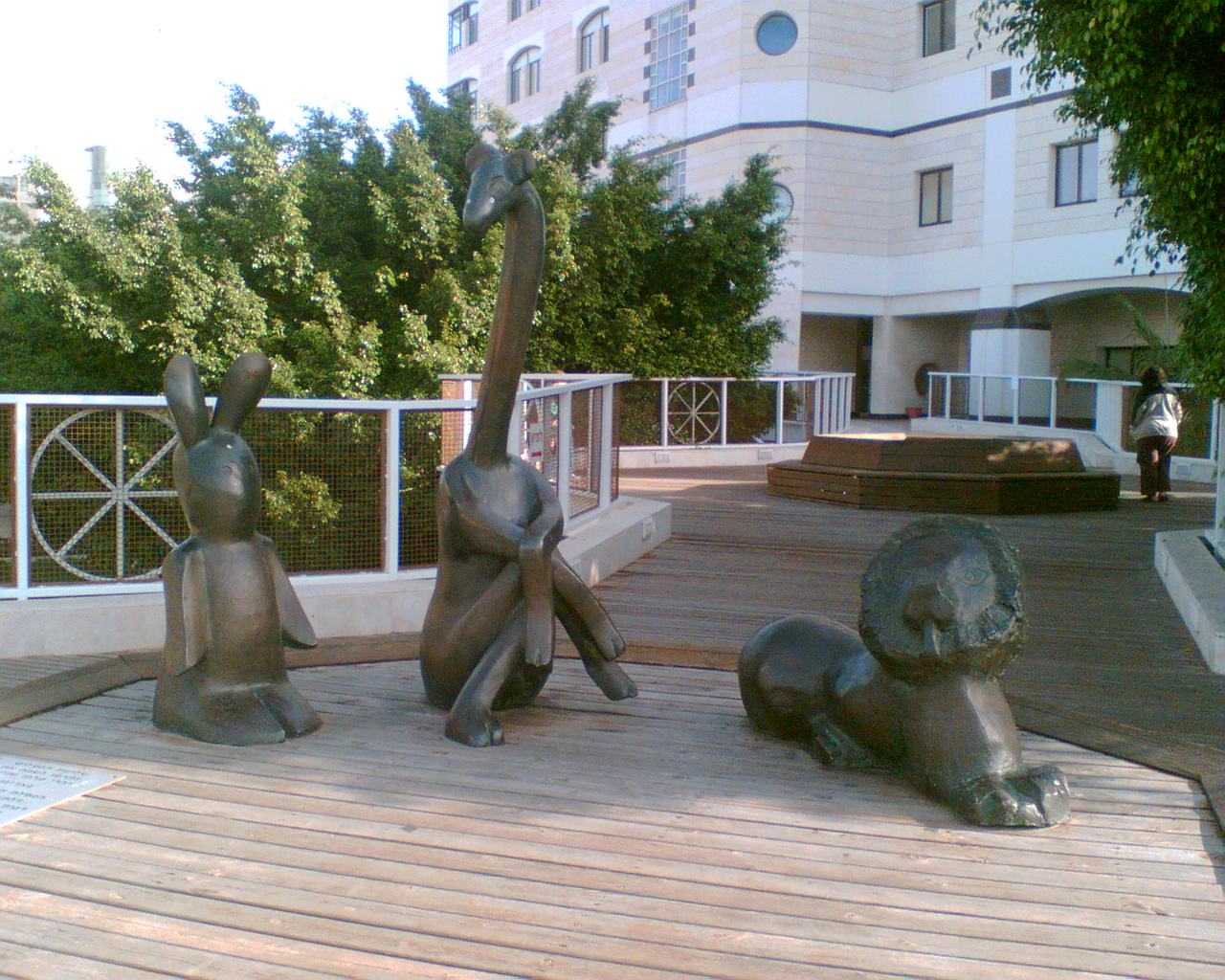
Лев, жираф и кролик, герои книги Хайи Шанави «Малиновый сок», перед педиатрическим центром Шнайдер в Петах-Тикве (Израиль).

Хая Шенхав (ивр. חיה שנהב‎, род. 9 декабря 1936, Кфар-Иехошуа, Северный округ) — израильская писательница, автор рассказов и стихов для детей и взрослых. Она наиболее известна своей детской книгой «Малиновый сок» (ивр. מיץ פטל‎) издательства Am Oved Publishing (1970). В 1985 году Шенхав была удостоена премии Зеева в области детской и юношеской литературы. В 2004 году она была удостоена Премии Бялика в области литературы в знак признания вклада всей жизни в детскую литературу.

## Биография
Шенхав родилась в мошаве Кфар-Йеошуа в Изреельской долине, в семье фермеров. Её отец, Шмуэль Даган, родился и вырос на востоке Польши, иммигрировал в Подмандатную Палестину в 1920 году и был одним из основателей мошава. Её мать, Фрида, родившаяся в Германии, иммигрировала в Подмандатную Палестину в 1932 году. Шенхав провела детство в мошаве в окружении животных и сельскохозяйственных работ и получила там начальное образование. Шенхав училась в средней школе Кирьят-Амаль-Тивон, а затем изучала ивритскую литературу и геологию в Еврейском университете в Иерусалиме. Хая Шенхав работала в Геофизическом институте Израиля, занимаясь исследованиями нефти, прежде чем сосредоточить свою карьеру на писательстве.

## Творчество
Произведения Шенхав относятся к детской и юношеской литературе, хотя она опубликовала сборники стихов и романы, предназначенные для взрослых. Некоторые из её стихов были превращены в песни Йони Рехтером. 
Некоторые из её рассказов стали пьесами. В 1994 году была выпущена видеокассета «Pete, Pet, Too», в которую вошли многие песни Шенхав, включая рассказы «Малиновый сок». В этой записи участвуют Ирит Инаби, Фазит Нони, Офер Блюм и Йосси Хамо. 
Некоторые из её произведений входят в список книг, рекомендованных Министерством образования Израиля. В 2005 году её книга «Малиновый сок» заняла второе место в списке лучших детских книг Израиля.